# Nanotehnologie

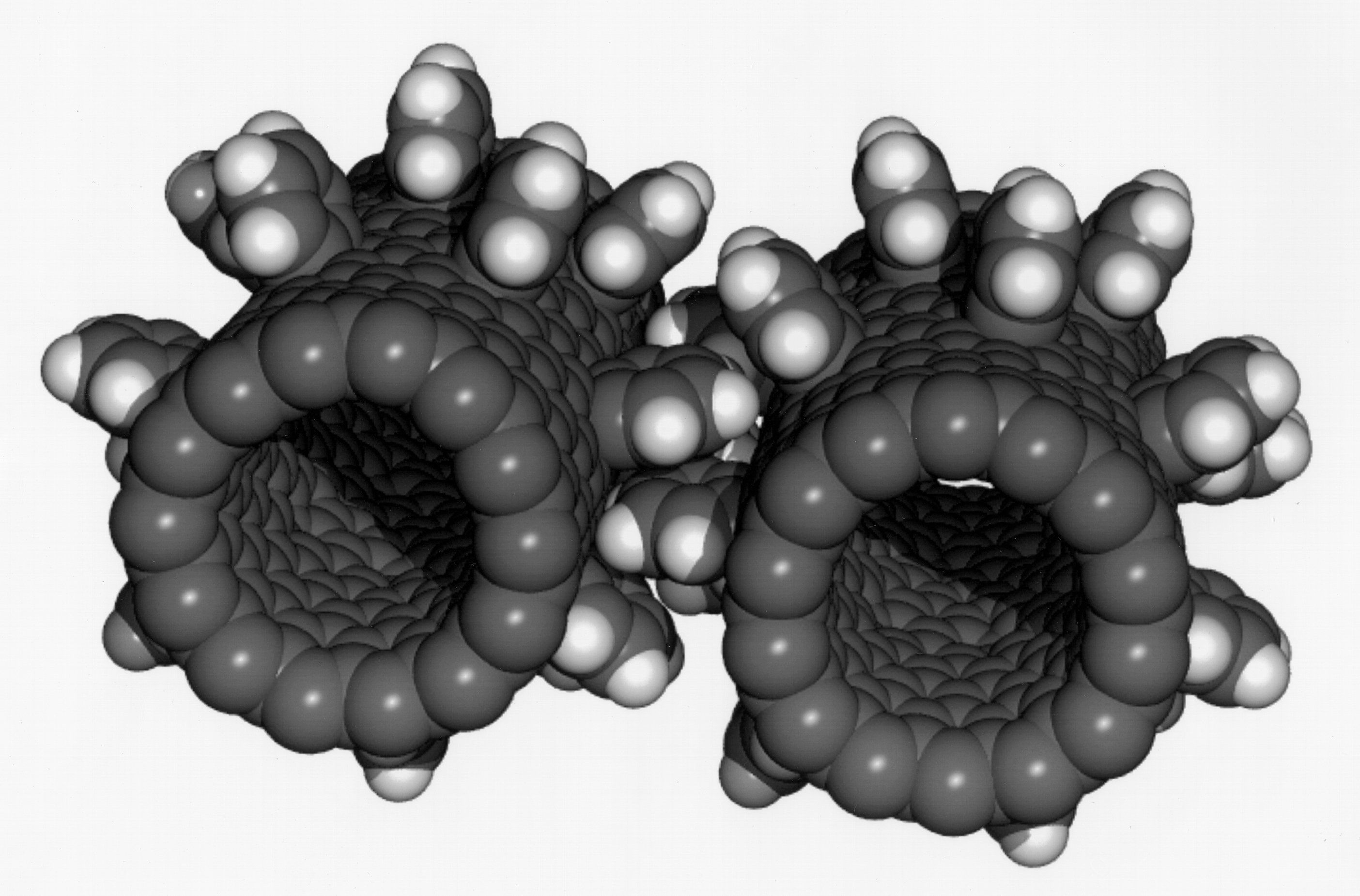
Nanotube pe bază de unelte de dimensiuni moleculare

Nanotehnologie este un termen colectiv pentru dezvoltările tehnologice la scară nanometrică. În sens larg, nanotehnologia reprezintă orice tehnologie al cărei rezultat finit e de ordin nanometric: particule fine, sinteză chimică, microlitografie avansată, ș.a.m.d. Într-un sens restrâns, nanotehnologia reprezintă orice tehnologie ce se bazează pe abilitatea de a construi structuri complexe respectând specificații la nivel atomic folosindu-se de sinteza mecanică.
Structurile nanometrice nu numai că sunt foarte mici, ajungându-se chiar până la scara atomică, dar ele posedă unele proprietăți total deosebite și neașteptate, în comparație cu aceeași substanță luată la nivel macroscopic.

## Nanotehnologii implementate în practică
Câteva exemple de nanotehnologii care sunt deja realizate și folosite în practică, chiar dacă sunt încă scumpe (ianuarie 2009):
- lacuri de automobile cu calități superioare (rezistente; autorefacere la zgârieturi; cu darea în folosință încă din anul 2003)
- oglinzi retrovizoare care nu orbesc
- ferestre auto pe care apa nu condensează
- ferestre transparente pe tavanul auto care produc curent electric; altele care se întunecă după dorință
- îmbunătățirea proprietăților materialelor de lucru
- substanțe adezive (lipiciuri) care, supuse de ex. la microunde, permit și dezlipirea fără probleme a două piese metalice
- pneuri auto cu calități îmbunătățite prin reducerea frecărilor interne

## Cum va ajuta nanotehnologia OMUL
Naniții vor fi utilizați în medicină, ei putând fi programați să înlocuiască celulele bolnave.

## Nanotehnologii imaginabile în viitor
- faruri auto eficiente
- lacuri de automobile care-și pot schimba culoarea
- caroserii de automobile, precum și aripi de avion care-și pot modifica forma după cerințele aerodinamice momentane
- amortizoare auto la care viscozitatea lichidului se lasă reglată instantaneu după necesități
- motoare fără uzură/frecări; motoare cu consum redus de combustibil
- catalizatoare și acumultoare auto mai eficiente
- ferestre auto care se pot întuneca după dorință
- materiale ușor de întreținut, de ex. stofe care nu se murdăresc, nu se îmbâcsesc, nu prind miros sau nu se udă
- noi metode de fabricare a LED-urilor, pentru mărirea eficienței și durabilității
- computerul molecular[1]

## Industria nanotehnologiei
În 2004, investițiile globale în dezvoltarea nanotehnologiei s-au dublat aproape în comparație cu anul 2003 și au ajuns la 10 miliarde de dolari. Ponderea donatorilor privați - corporații și fonduri - a reprezentat investiții de aproximativ 6,6 miliarde de dolari, ponderea agențiilor guvernamentale - aproximativ 3,3 miliarde de dolari. Liderii lumi în totalul investițiilor în acest domeniu au devenit Japonia și Statele Unite. Japonia a crescut cu 126% costul dezvoltării noilor nanotehnologii în comparație cu 2003 (investiția totală a fost de 4 miliarde USD), SUA - cu 122% (3,4 miliarde dolari). Volumul pieței globale a nanomaterialelor în 2001 a fost de 555 de milioane de dolari, iar în 2005 a fost de peste 900 de milioane de dolari.